# Нелядино
Нелядино — деревня Полибинского сельсовета Данковского района Липецкой области.

## География
Нелядино находится на правом берегу излучины реки Дон. На юге граничит с селом Дубки. На противоположном берегу расположена деревня Лошаки Рязанской области.
В деревне Нелядино имеются две улицы — Донская и Набережная.

## История
В Российской империи деревня входила в состав Рязанской губернии. Первое упоминание о ней относится к 1859 году в «Статистике Рязанской губернии» как сельцо.

## Население
| 1859 | 1897 | 1906 | 2010 |
| ---- | ---- | ---- | ---- |
| 360  | ↗530 | ↗603 | ↘17  |